# Tari László Múzeum
A Tari László Múzeum Csongrádon található az Iskola utca 2. szám alatt, 1956. augusztus 20-án nyílt meg. Az intézmény 1988 óta viseli dr. Tari László fogorvos nevét és mintegy kilencvenezer darab régészeti, történeti és néprajzi tárgyat őriz és mutat be. Az első kiállításán állattani, régészeti, helytörténeti és néprajzi anyagok szerepeltek, majd 1962-ben a gyűjtemény része lett a Felgyőn megtalált ún. Avar kori Rómeó és Júlia páros sírja. 1974 és 1994 között került bemutatásra a Kubikos állandó kiállítás. 1983 és 2009 között dr. Szűcs Judit néprajzkutató volt a múzeum igazgatója, az ő vezetése alatt jött létre és vált a közönség számára is látogathatóvá 1985-ben a Tájház a Gyökér utca 1. számú házban. A múzeum anyagából rendezték be 1984-ben a Csongrádi halászházat az ópusztaszeri Nemzeti Történeti Emlékparkban. 2000 és 2004 között nyílt meg négy állandó tárlat az Iskola utcai épületben: Föld gyermekei, bronz fiai, Csongrád évszázadai, Csongrád népélete, Ellésmonostor bemutatása. 2024-ben új állandó kiállítás készült "Csongrád, a Feketevár virága" címmel, amelyet Pulszky Társaság – Magyar Múzeumi Egyesület az Év Kiállítása díjátadó alkalmával ugyanabban az évben a legjobb látványért járó különdíjban részesített. Emellett két terem továbbra is az időszaki kiállítások bemutatását szolgálja.